# كارين مياموتو
كارين مياموتو (باليابانية: 宮本佳林؛ بالكانا: みやもと かりん) هي مؤدية صوت ومغنية يابانية، ولدت في 1 ديسمبر 1998 في تشيبا في اليابان.

## وصلات خارجية
- كارين مياموتو على موقع IMDb (الإنجليزية)
- كارين مياموتو على موقع ميوزك برينز (الإنجليزية)
- كارين مياموتو على موقع ديسكوغز (الإنجليزية)
- كارين مياموتو على موقع قاعدة بيانات الفيلم (الإنجليزية)